# Grupo de Ragusa

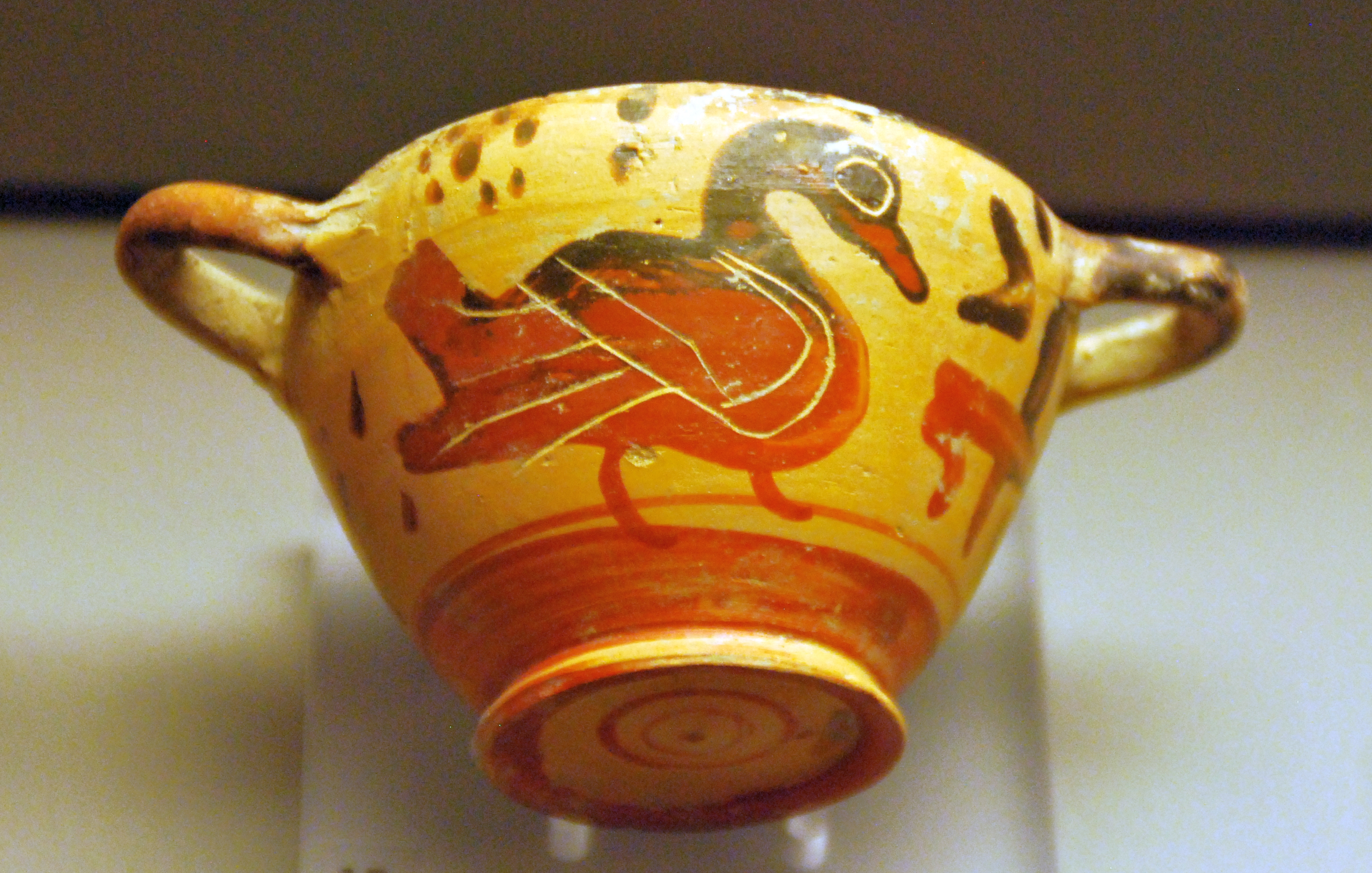
Esquifo en miniatura del Grupo de Ragusa; Museo de Arte Cicládico, Atenas.

El Grupo de Ragusa fue un grupo de pintores áticos de vasos del estilo de figuras negras. Los representantes del grupo trabajaron en el primer tercio del siglo VI a. C. y se orientaron al estilo de la pintura de vasos corintios que lideraba en ese momento la producción de cerámica griega. El Pintor de Polos es considerado el sucesor del grupo. El grupo recibió su nombre de John Boardman por un lécane en el Museo de Ragusa.